# Toiyabe Range
Toiyabe Range, také Toiyabe Mountains, je pohoří v centrální části Nevady, v Lander County a Nye County, ve Spojených státech amerických.
Nejvyšší horou pohoří je s nadmořskou výškou 3 588 metrů Arc Dome, sedmý nejvyšší vrchol státu s prominencí vyšší než 500 metrů.
Toiyabe Range se rozkládá ze severovýchodu na jihozápad, západně od Nevada State Route 376, mezi městy Austin a Tonopah. Západně od pohoří leží horské pásmo Shoshone Range, východně údolí Big Smoky Valley a pohoří Toquima Range.